# Shogo Tokihisa
Shogo Tokihisa (時久 省吾 Tokihisa Shogo?, nacido el 15 de abril de 1984 en Fukuoka) es un exfutbolista japonés. Jugaba de guardameta y su último club fue el FC Gifu de Japón.

## Trayectoria

### Clubes
| Club                | País  | Año         |
| ------------------- | ----- | ----------- |
| Ventforet Kofu      | Japón | 2007 - 2009 |
| Giravanz Kitakyushu | Japón | 2010 - 2011 |
| FC Gifu             | Japón | 2012 - 2014 |

## Estadística de carrera

### J. League
| Club                | Año   | J. League | J. League | Copa J. League | Copa J. League | Total | Total |
| Club                | Año   | Part.     | Goles     | Part.          | Goles          | Part. | Goles |
| ------------------- | ----- | --------- | --------- | -------------- | -------------- | ----- | ----- |
| Ventforet Kofu      | 2007  | 0         | 0         | 0              | 0              | 0     | 0     |
| Ventforet Kofu      | 2008  | 0         | 0         | -              | -              | 0     | 0     |
| Ventforet Kofu      | 2009  | 0         | 0         | -              | -              | 0     | 0     |
| Giravanz Kitakyushu | 2010  | 2         | 0         | -              | -              | 2     | 0     |
| Giravanz Kitakyushu | 2011  | 1         | 0         | -              | -              | 1     | 0     |
| FC Gifu             | 2012  | 24        | 0         | -              | -              | 24    | 0     |
| FC Gifu             | 2013  | 29        | 0         | -              | -              | 29    | 0     |
| FC Gifu             | 2014  | 3         | 0         | -              | -              | 3     | 0     |
| Total               | Total | 59        | 0         | 0              | 0              | 59    | 0     |